# Helmut Niedermayr
Helmut Niedermayr, nemški dirkač Formule 1, * 29. november 1915, München, Nemčija, † 3. april 1985, Christiansted, Saint Croix, Ameriški Deviški otoki, ZDA.
Helmut Niedermayr je pokojni nemški dirkač Formule 1. V svoji karieri je nastopil le na domači dirki za Veliko nagrado Nemčije v sezoni 1952, kjer je z dirkalnikom AFM 6 lastnega privatnega moštva sicer končal dirko, toda zaradi več kot treh krogov zaostanka za zmagovalcem ni bil uvrščen. Umrl je leta 1985.

## Popolni rezultati Formule 1
(legenda) (odebeljene dirke pomenijo najboljši štartni položaj, poševne pa najhitrejši krog, †-uvrščen kljub odstopu)
| Leto | Moštvo            | Šasija | Motor          | 1   | 2   | 3   | 4   | 5  | 6      | 7   | 8   | Prv | Toč |
| ---- | ----------------- | ------ | -------------- | --- | --- | --- | --- | -- | ------ | --- | --- | --- | --- |
| 1952 | Helmut Niedermayr | AFM 6  | BMW Straight-6 | ŠVI | 500 | BEL | FRA | VB | NEM NC | NIZ | ITA | -   | 0   |